# Casa al carrer de l'Església, 6 (Saus)
La casa al carrer de l'Església, 6 és un edifici de Saus, al municipi de Saus, Camallera i Llampaies (Alt Empordà), inclòs a l'Inventari del Patrimoni Arquitectònic de Catalunya.
És situat dins del nucli urbà de la població de Saus, a la banda nord del nucli, formant cantonada entre el carrer de l'Església i el de les Eres. És un edifici de planta rectangular, format per diverses crugies, amb la coberta de dues vessants de teula i distribuït en planta baixa i dos pisos. La façana principal presenta un gran portal de mig punt adovellat situat a l'extrem oest del parament. Damunt seu, una finestra rectangular emmarcada amb pedra presenta la llinda plana gravada amb la inscripció: "ANTONI : RAVA 1574". La resta d'obertures de l'edifici són rectangulars, la major part restituïdes i d'altres reformades en pedra. A la façana lateral hi ha un portal rectangular a l'extrem sud del parament i una finestra emmarcada amb carreus, a la planta baixa. La construcció és bastida amb pedra de diverses mides i còdols, lligat amb morter i amb carreus a les cantonades.
A una finestra del primer pis s'aprecia la inscripció: "AN·TONI: RA · VA· 1·5·7·4". Segurament fa referència a la data del bastiment de l'edifici.